# Toxopsiella minuta
Toxopsiella minuta là một loài nhện trong họ Deinopidae. T. minuta được miêu tả năm 1964 bởi Raymond Robert Forster.